# Eushelfordiella paraense
Eushelfordiella paraense är en kackerlacksart som beskrevs av Guilherme A.M.Lopes och de Oliveira 2007. Eushelfordiella paraense ingår i släktet Eushelfordiella och familjen småkackerlackor. Inga underarter finns listade i Catalogue of Life.